# August Maria Raimund zu Arenberg
August Maria Raimund Prinz zu Arenberg (französisch Auguste-Marie-Raymond Prince d’Arenberg; auch bekannt als Graf von der Marck, frz. Comte de La Marck; * 23. August 1753 in Brüssel; † 26. September 1833 in Brüssel) war ein Offizier in französischen Diensten. Zu Beginn der französischen Revolution spielte er auch eine politische Rolle.

## Familie
Er stammte aus dem Haus Arenberg. Sein Vater war Herzog Karl Maria Raimund zu Arenberg. Die Mutter war Louise Margaretha. Sein Bruder war Herzog Ludwig Engelbert Er selbst heiratete 1774 Franziska le Danois von Czernay. Aus dieser Ehe ging der Sohn Ernst Engelbert hervor.

## Leben
Arenberg trat jung in den französischen Militärdienst ein. Er übernahm vom Großvater mütterlicherseits das nach diesem benannte Infanterieregiment La Marck. Dieses war ein sogenanntes Fremdenregiment und bestand fast ausschließlich aus Soldaten aus Deutschland. Die Bedingung der Übernahme war die Annahme des Titels eines Grafen de la Marck, den Arenberg nun führte. Er diente im Amerikanischen Unabhängigkeitskrieg auf außereuropäischen Kriegsschauplätzen. So war er mehrere Jahre in Indien. Im Jahr 1788 wurde er zum Maréchal de camp befördert. Als es 1789 in den österreichischen Niederlanden zu einer Empörung gegen Österreich in der Brabanter Revolution kam, hat er sich daran anfangs mit Rücksicht auf seine Besitzungen beteiligt, sich davon aber bald distanziert und Kaiser Leopold II. als Lehnsherren gehuldigt.
Nach Ausbruch der französischen Revolution 1789 wurde La Marck Mitglied der Konstituante. Er war Mitglied der gemäßigten Hofpartei und stand in enger Beziehung zu Mirabeau. Diesen unterstützte er mit erheblichen finanziellen Mitteln. Er sorgte für dessen Zugang zum Königshaus in der Hoffnung, so die Monarchie zu retten.
Nach dem Tod Mirabeaus im April 1791 flüchtete er nach Österreich. Dort nahm er den Namen Arenberg wieder an. Er diente mehrfach als Unterhändler mit den französischen Behörden. Seit 1794 stand er im Rang eines Général de division, blieb aber ohne militärische Verwendung. Nach 1814 lebte er in Brüssel. Er war Generalleutnant der niederländischen Armee. Nach der Gründung Belgiens 1830 blieb er als Privatier in Brüssel und war als Autor tätig. Er hinterließ unter anderem einen Briefwechsel mit Mirabeau und seine Memoiren und eine bedeutende Gemäldesammlung.